# Gorzów Wielkopolski Wschodni
Gorzów Wielkopolski Wschodni – przystanek kolejowy przy ulicy Teatralnej w Gorzowie Wielkopolskim, w województwie lubuskim.

## Ruch pasażerski
| Rok  | Wymiana pasażerska na dobę |
| ---- | -------------------------- |
| 2017 | 300-499                    |
| 2022 | 300-499                    |

## Historia
12 października 1857 otwarta została linia kolejowa przebiegająca równoleżnikowo przez Gorzów Wielkopolski, jednakże nie miała ona wówczas przystanku ani stacji w rejonie obecnej ulicy Teatralnej.
14 października 2016 PKP Polskie Linie Kolejowe podpisały z przedsiębiorstwem Intercor umowę na remont estakady w Gorzowie Wielkopolskim. Zakres umowy, poza remontem estakady, objął prace na stacji Gorzów Wielkopolski oraz budowę nowego przystanku kolejowego przy ulicy Teatralnej.
20 kwietnia 2017 nowy przystanek został udostępniony pasażerom. W tym dniu w związku z remontem została całkowicie zamknięta estakada kolejowa. Wszystkie pociągi dojeżdżające do Gorzowa od wschodu kończą swój bieg na nowym przystanku, uruchomiona zaś została zastępcza komunikacja autobusowa pomiędzy nowym przystankiem a stacją Gorzów Wielkopolski.

## Linie kolejowe
Przystanek znajduje się przy niezelektryfikowanej linii kolejowej nr 203 Tczew – Kostrzyn. W rejonie przystanku Gorzów Wielkopolski Wschodni linia ta ma jeden tor, choć dawniej były dwa.

## Infrastruktura
Na przystanku znajduje się jeden jednokrawędziowy peron o długości 100 m, szerokości 7–8 m i wysokości 55 cm nad poziomem główki szyny. Na peronie znajduje się wiata, ławki, tablice i gabloty informacyjne. Peron jest przystosowany do osób o ograniczonej mobilności.

## Ruch pociągów
Przystanek obsługuje wszystkie pociągi z kierunku Krzyża, w tym pociągi dalekobieżne PKP Intercity.

## Galeria

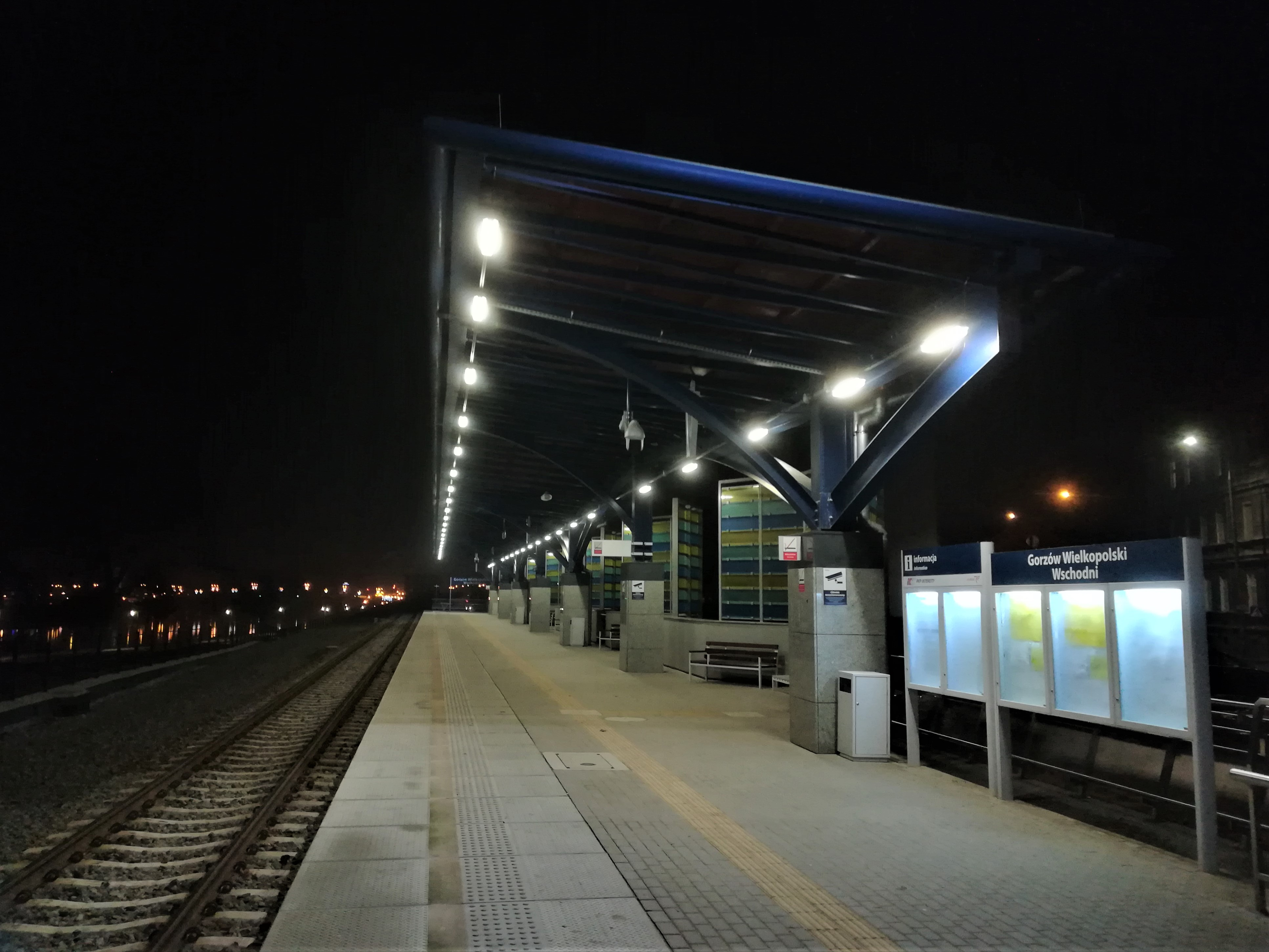
Widok ogólny w kierunku stacji Gorzów Wielkopolski
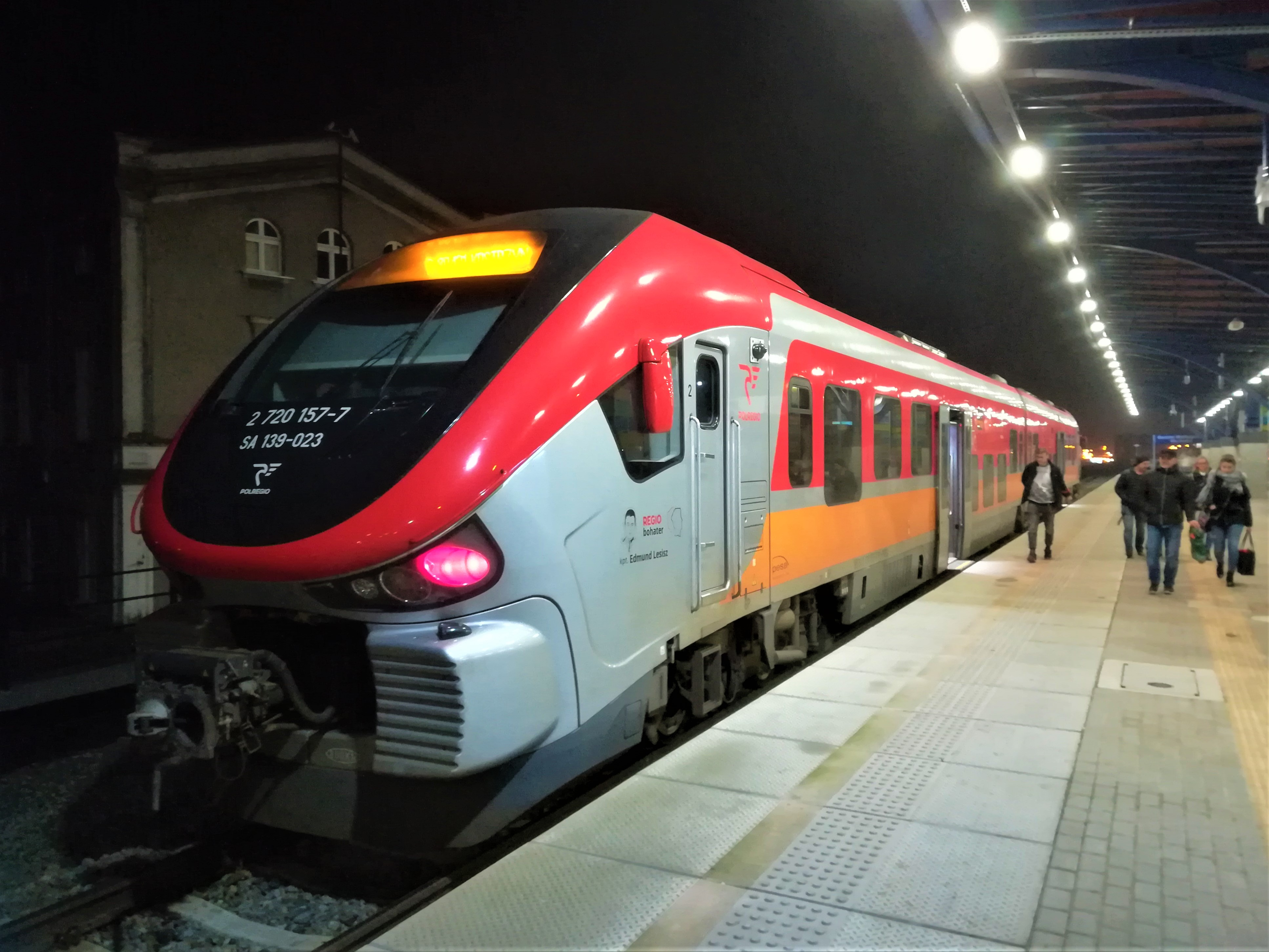
SA139 023 przy peronie w kierunku Kostrzyna nad Odrą